# Tuparetama
Tuparetama är en kommun i Brasilien.   Den ligger i delstaten Pernambuco, i den östra delen av landet, 1 500 km nordost om huvudstaden Brasília. Antalet invånare är 7 925.
Omgivningarna runt Tuparetama är huvudsakligen savann. Runt Tuparetama är det glesbefolkat, med 17 invånare per kvadratkilometer.